# Harvey Awards
Gli Harvey Awards, così chiamati in onore di Harvey Kurtzman, sono premi assegnati nell'ambito dei fumetti. Furono assegnati per la prima volta nel 1988, prendendo il posto dei Kirby Awards (assegnati dal 1985 al 1987).
I candidati sono dapprima nominati da un comitato dell'organizzazione e successivamente vengono scelti con un voto libero da parte dei professionisti del settore fumetti.
I premi sono sempre stati assegnati durante una fiera del fumetto, come il Chicago Comic-Con, il Dallas Fantasy Fair, California's Wondercon, Pittsburgh Comicon, presso il Museum of Comic and Cartoon Art (MoCCA) di New York; dal 2006 sono assegnati durante il Baltimore Comic-Con.
Dall'edizione del 2018 il numero di premi assegnati viene ridotto a 6 categorie.

## Categorie
I premi sono suddivisi secondo le categorie:
- Libro dell'anno
- Libro digitale dell'anno
- Miglior libro per ragazzi e giovani
- Miglior adattamento da fumetto
- Miglior manga
- Miglior libro internazionale